# نیومنزتاون (پنسیلوانیا)
نیومنزتاون (به انگلیسی: Newmanstown) یک منطقهٔ مسکونی در ایالات متحده آمریکا است که در شهرستان لبنان، پنسیلوانیا واقع شده‌است. نیومنزتاون ۵٫۷ کیلومتر مربع مساحت و ۲٬۴۷۸ نفر جمعیت دارد.